# Sonnenbad Karlsruhe

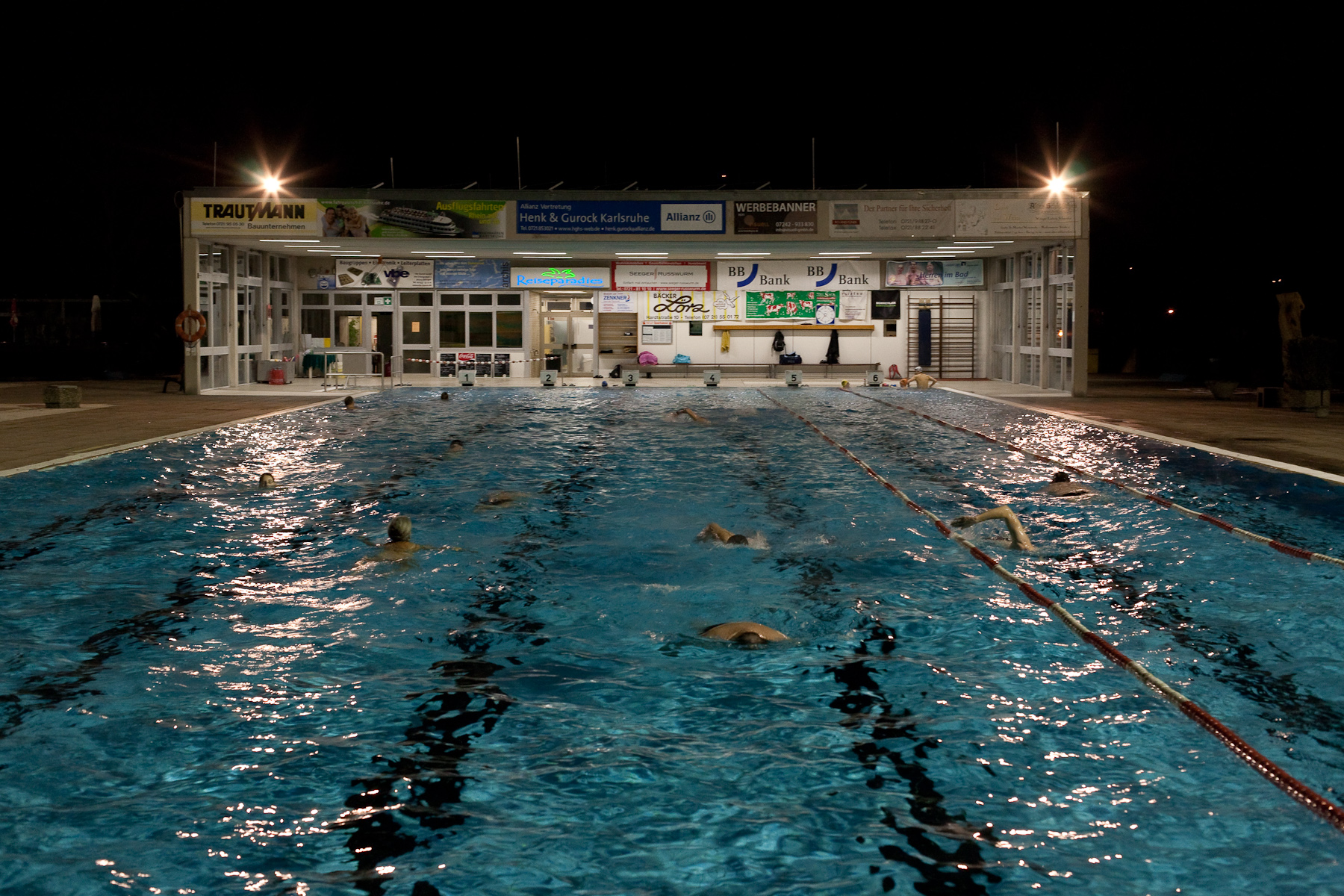
Sonnenbad Karlsruhe bei Nacht

Das Sonnenbad in Karlsruhe ist eines der wenigen reinen Freibäder (ohne Schwimmmöglichkeit im Innenbereich) in Deutschland, das von Mitte Februar bis Anfang Dezember durchgehend, an jedem Wochentag, geöffnet hat. Es liegt im Stadtteil Mühlburg an der Alb beim Rheinhafen.
Die lange Badesaison wird ermöglicht durch den Verein „Freundeskreis Sonnenbad“, der jährlich 32.000 Euro aufbringt, um das städtische Bad mitzufinanzieren. Das Bad wird jährlich von etwa 130.000 Besuchern genutzt und zählt damit zu den effizientesten Bädern der Stadt. Das Bad dient auch dem Sportunterricht und der Durchführung sportlicher Veranstaltungen.

## Geschichte
Als „Sonnenbad“ wurde es am 6. Juni 1915 erstmals eröffnet. Bereits 1907 war ein erster Anlauf zur Errichtung des Bades zwischen der Nördlichen Uferstraße und der Alb genommen worden, der aber nicht realisiert wurde. Erst die Militärbauverwaltung verhalf dem zweiten Anlauf in den Jahren 1914 und 1915 zur Umsetzung, da das neue Bad als Militärschwimmschule genutzt werden sollte. Um 1920 hieß das Bad  „Städtisches Schwimm- und Sonnenbad am Rheinhafen“. Seit 1965 sind das Hauptbecken (50 m) und das Nichtschwimmerbecken beheizt. 1972 wurde das Bad aufwändig saniert. Am 5. Juni 2005 wurde das „Rheinhafenbad“, wie es lange Zeit offiziell hieß, anlässlich des 90-jährigen Bestehens wieder in „Sonnenbad“ umbenannt.

## Ausstattung
- Schwimmerbecken (50 × 15 m), teilweise überdacht, beheizt
- zwei Saunen mit 90 °C und 60 °C und angeschlossenem Dachsaunagarten (seit 2009)
- Nichtschwimmerbecken mit Rutsche, nur geöffnet in der Hauptsaison, beheizt
- Massagepilz (Hauptsaison)
- Kinderspielplatz mit Babybecken (Hauptsaison)
- Liegewiese

Zum Start der Saison 2014 wurde der Sanitärbereich vollständig saniert und ist seitdem barrierefrei. Die Duschen und Toiletten wurden aufgestockt und durch eine Wickelstation ergänzt.